# ビリー・ジョエル
ウィリアム・マーティン・ジョエル（William Martin Joel、1949年5月9日 - ）は、アメリカのニューヨーク州サウス・ブロンクス出身のシンガーソングライター、歌手、ピアニスト、作曲家。ポップなメロディと、都会的なアダルト・コンテンポラリー・サウンドで、1970年代後半から1990年代前半にかけてヒットを連発した。全世界で1億5000万枚以上のレコード・セールスを記録している。代表曲に、「ピアノ・マン」、「素顔のままで」、「アップタウン・ガール」、「ストレンジャー」、「オネスティ」などがある。イギリスのエルトン・ジョンと共に、20世紀後半〜21世紀前半、ピアノ・ロックというジャンルを確立した。

## 経歴

### 生い立ちからグループ活動まで
ナチスから逃れるためにドイツ南部からスイスを経てアメリカに亡命した、アシュケナジム系ユダヤ人ハワード・ジョエル（1923〜2011）を父親に、宝石商を営むイギリス系ユダヤ人ハイマン（Heiman or Hyman）家の娘、ロザリンド・ハイマン（1922〜2014）を母親に、ニューヨーク市ブロンクスで生まれてロングアイランドの新興住宅地で育つ。
ジョエル家はユダヤ系だがユダヤ教に無関心（non-observant）で、親子ともユダヤ教徒ではない。
父はクラシック音楽のピアノ演奏に長けており、ビリーも母の要求で幼時にピアノを習い始めた。スポーツよりも音楽に興味があり、少年時代はいじめられて自衛のためにボクシングを習った。短期間、アマチュアボクサーとして試合に出場して22勝の戦歴を重ねたが、24回目の試合で鼻の骨を折られて断念した。
14歳の頃にバンドのエコーズに参加した。ヒックスヴィル高校で学んだが、バーでピアニストとして働いていたために英語の単位を落とし、中退した。「俺はコロンビア大学に行くんじゃなくてコロムビア・レコードへ行くんだから高卒の資格なんか必要ない」と言い放ち、実際にコロムビア・レコードと契約した。中退から25年後の1992年、ビリーは同校にエッセイを提出して卒業資格を認定された。
ミュージシャンとして、故郷のロングアイランドを拠点に活躍したハッスルズのメンバーとして活動した後、彼と共にグループ内で活動していたドラマーのジョン・スモールと、ハードロック・ユニットのアッティラを結成して1枚のアルバムを発表するが、鳴かず飛ばずで結局解散する。アルバム・ジャケットでは長髪のビリーを確認できる。当時彼は鬱病に悩まされており、極度の神経衰弱から精神病院に入院している。心の問題は、大ヒットを出してからも彼を悩ませた。ソロで成功してからは、前作が100万枚売れても、次作が70万枚にとどまると、彼は鬱状態になったという。

### 初期

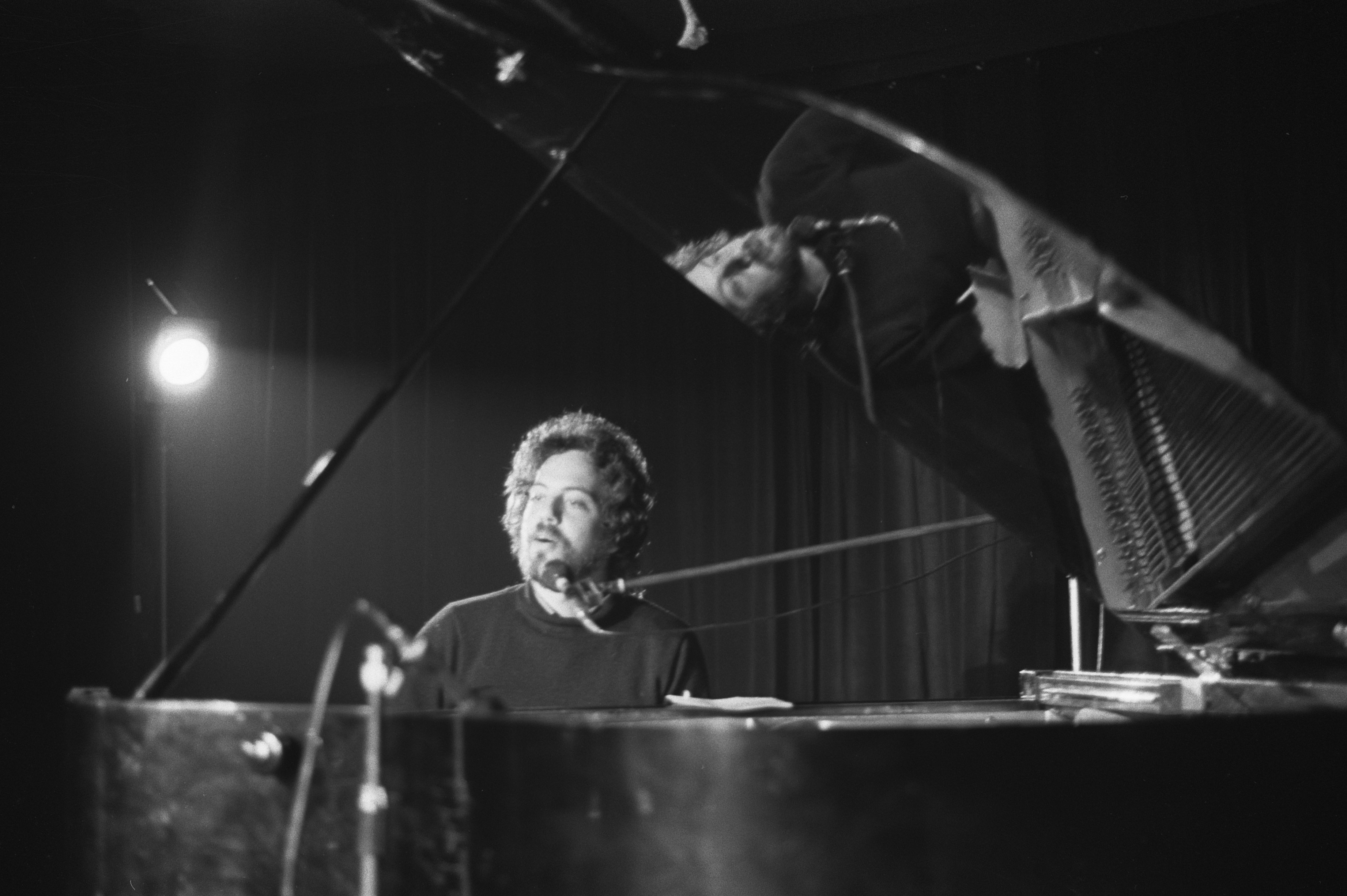
若き日のビリー（1972年）

アーティ・リップという人物に才能を見出されて契約を交わし、彼のプロデュースによって制作された1971年のアルバム『コールド・スプリング・ハーバー』で、ビリー・ジョエル（Billy Joel）はソロ・デビューする。しかしながらこのアルバムは、所属レコード会社による勝手な判断で録音テープの再生速度を上げられてしまい全く別人のような歌声で発表された。不本意な内容の上ヒットにも至らず、人間不信から鬱病が進行し自宅に引き籠りがちになってしまう。発売後にビリーは、後に妻となるマネージャーのエリザベス・ウェーバーと共にロサンゼルスに移住している。
ビル・マーティンという名前でクラブを中心にライヴ活動を行った彼は、その後コロムビア・レコードと契約を更新。そして、1973年にアルバム『ピアノ・マン』で再デビューを果たす。表題曲が全米トップ30のスマッシュ・ヒットとなったことによってこのアルバムはセールスを伸ばし、彼にとって初となるゴールド・ディスク認定作品となった。『ピアノ・マン』と同じくマイケル・スチュアートがプロデュースを手がけた1974年発表のサード・アルバム、『ストリートライフ・セレナーデ』もゴールド・ディスクに認定されている。
1975年には、4枚目のアルバム『ニューヨーク物語』を制作する。このアルバムは、当初シカゴのプロデューサーだったジェイムズ・ウィリアム・ガルシオがプロデューサーとして携わっていたが、最終的にビリー1人によって仕上げられた。翌年にリリースされ、彼にとってキャリア中唯一のセルフ・プロデュース作品となったこのアルバムは、後にヒット曲となる「さよならハリウッド」「ニューヨークの想い」などを収録しながらも、商業的には不振に終わっている。

### 『ストレンジャー』の成功
1977年に発表された5枚目のアルバム『ストレンジャー』によって、ビリーは一躍スターダムにのし上がる大きな成功を収めた。ポール・サイモンのグラミー賞受賞作『時の流れに』などを手がけたフィル・ラモーンをプロデューサーに起用して制作されたこのアルバムは、全米2位まで上昇する大ヒットを記録。アメリカでは、2003年に各フォーマット総合で1,000万枚以上も売り上げ、ダイアモンドディスクに認定された。
出世作となった『ストレンジャー』にも収められていたのが、全米3位を記録した「素顔のままで」である。この曲は、1978年度のグラミー賞で最優秀楽曲賞と最優秀レコード賞を受賞し、彼にとって30年以上のキャリアの中で最大級のヒット曲となっている。
1978年には、アルバム『ニューヨーク52番街』を発表。このアルバムで、彼は初の全米チャート1位を獲得しただけでなく、同年度のビルボードの年間アルバムチャートでも首位を記録した。グラミー賞の最優秀アルバム賞と最優秀ポップ・ヴォーカル・パフォーマンス賞の二部門を受賞するなど、その内容も高く評価されたこのアルバムは、1982年に世界で初めてコンパクト・ディスクとして発売された音楽作品としても知られている。
2枚のアルバムの成功を受け、1978年初来日公演が実現、翌年の来日公演では日本武道館2日間と日本で彼の人気が爆発した。

### 1980年代前半
『ストレンジャー』『ニューヨーク52番街』の成功の後、1980年には『グラス・ハウス』が発表された。これまでのジャズを基調とした洒脱な作風から路線変更し、よりソリッドなサウンドに徹したこのアルバムでジョエルはグラミー賞の最優秀ロック・ヴォーカル・パフォーマンス賞を受賞する。3年連続で同賞を受賞した彼は常連の候補者となり、以後1983年の『イノセント・マン』まで連続してノミネートされている。また、『グラス・ハウス』からは5曲がシングルカットされたが、そのうち「ロックンロールが最高さ」は、彼にとって初の全米シングルチャート1位記録曲となった。
1981年には、初のライヴ盤『ソングズ・イン・ジ・アティック』をリリース。ブレイク前の初期の作品のライヴテイクを集めたこのアルバムは、アメリカと日本でトップ10ヒットとなり、ライヴ盤としては極めて大規模な成功を収めた。
『ストレンジャー』のヒット以降順調に活躍していたジョエルにとって、1982年は数多くのトラブルに見舞われた年となった。『ナイロン・カーテン』の制作を開始した4月にはオートバイ事故を起こし、左手首に重傷を負う。1か月の入院を要した彼はアルバムのレコーディングを一時休止せざるを得なくなった。また、マネージャーとしてもビリーを支え続けてきた妻のエリザベス・ウェーバーとの夫婦仲も拗れていた。結局、ビリーの財産の半分を慰謝料として受け取ることを条件に、彼とウェーバーは1983年7月に離婚に至っている。これらの私生活での様々なトラブルが影響してか、1982年の9月にリリースされた『ナイロン・カーテン』は、アメリカが当時抱えていた社会問題をテーマにした、極めてシリアスな作品となっている。また、彼は80年代も前作が100万枚以上のミリオン・セラーとなっても、次のアルバムが70万枚程度におわると憂鬱になってしまうような、心の問題を引きずっていた。
数々の災難が続いた彼だが、1982年に行われたツアー後のオフで滞在したサン・バルテルミ島で出会ったスーパーモデル、クリスティ・ブリンクリーと交際を始める。彼女がプロモーション・ビデオにも出演して話題となった1983年のシングル「アップタウン・ガール」は、これまで彼にとって主要なマーケットではなかったイギリスで大ヒットし、初の全英チャート首位に輝いた。この曲は、2001年にはウエストライフによってカヴァーされ、再びイギリスのヒットチャートの1位を記録している。
「アップタウン・ガール」が収められた1983年の『イノセント・マン』は、彼が10代の頃に慣れ親しんだ1950年代から60年代にかけてのオールディーズを基盤とした楽曲を中心に構成された極めてポップな作品である。このアルバムからは収録曲の半分以上の6曲がシングルカットされ、すべて全米トップ40ヒットになっている。『イノセント・マン』は、アメリカや「アップタウン・ガール」で人気に火がついたイギリス、日本などを中心にセールスを伸ばし、最終的に全世界で800万枚以上を売り上げる大ヒットとなった。
1985年には初めてのベスト盤となる『ビリー・ザ・ベスト』をリリース。彼の12年のソロ・アーティストとしての軌跡を総括するこの2枚組アルバムは、アメリカで歴代4位の2,300万枚を売り上げたとされる。

### 1980年代後半 - 1990年代前半
ビリーとクリスティは1985年3月23日に結婚し、同年12月には娘のアレクサ・レイ・ジョエルが誕生した。アレクサのミドルネーム"レイ"は、彼自身の憧れの存在だったレイ・チャールズにあやかってつけたものだった。

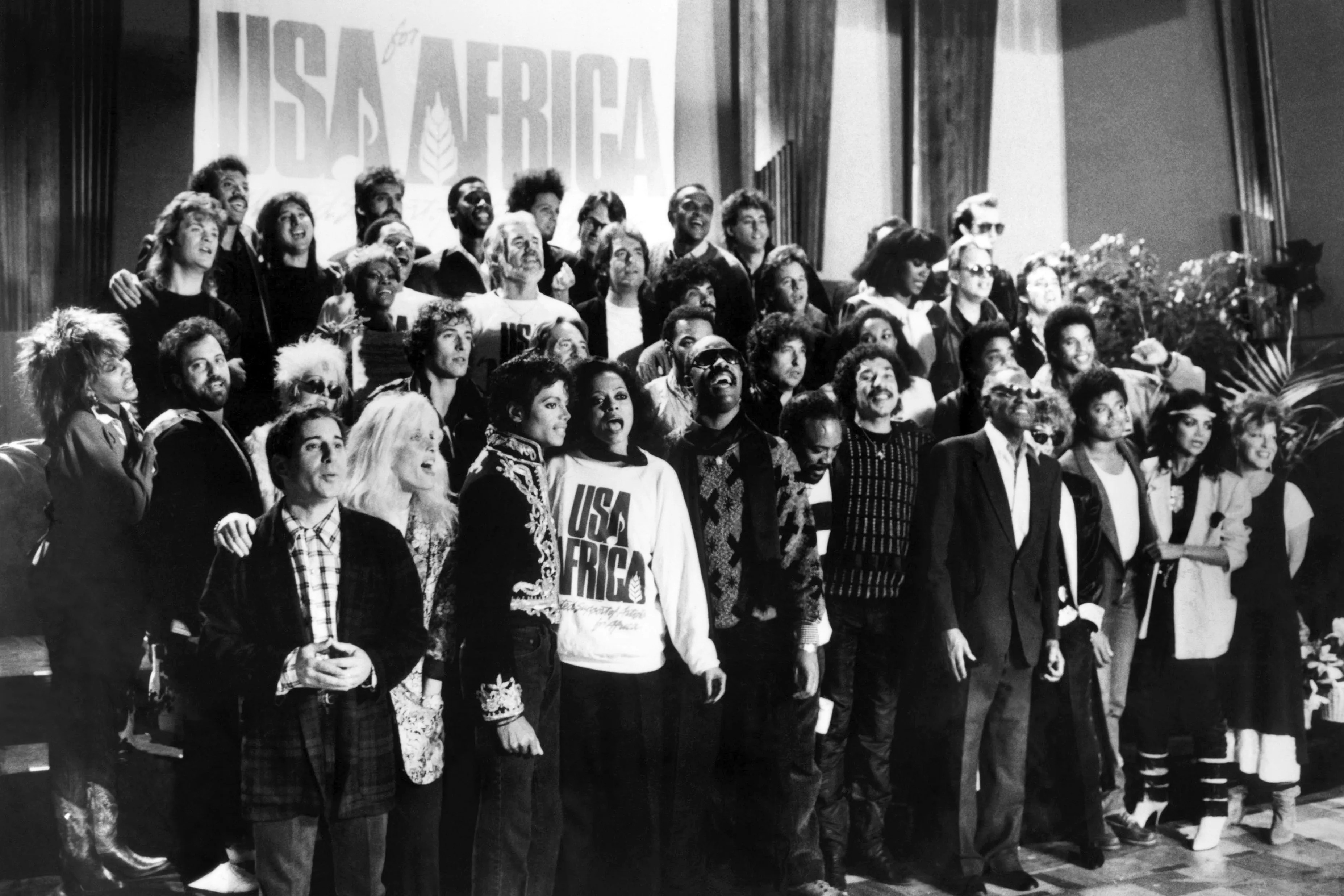
USAフォー・アフリカにてウィ・アー・ザ・ワールドを歌う

1985年にはUSAフォー・アフリカに参加し、チャリティ・シングルの「ウィ・アー・ザ・ワールド」のブリッジ部分でリードボーカルをとった。
1986年発表の「ベイビー・グランド」では、そのチャールズとのデュエットで大きな話題を呼んだ。この曲が収録されたアルバム『ザ・ブリッジ』では、ビリーはほかにもシンディ・ローパーやスティーヴ・ウィンウッドらと共演している。
『ザ・ブリッジ』を最後に、ビリーは『ストレンジャー』以来ずっとプロデューサーを務めてきたフィル・ラモーンとのタッグを解消する。また、バックバンドのメンバー編成にも新しい顔ぶれを起用し、1987年には新たにコンサート・ツアーを行った。このツアーのハイライトとなったのが6回行われたソ連での公演で、延べ15万人もの観客を動員した。これらの公演を記録したビデオとライヴ・アルバムも発表された。
1988年にはディズニー映画『オリバー ニューヨーク子猫ものがたり』に声優として出演。チャールズ・ディケンズの小説『オリバー・ツイスト』が原作のこの映画で、彼はサントラ盤にも楽曲を提供している。
長年にわたってビリーの作品を手がけたラモーンに代わり、フォリナーのミック・ジョーンズをプロデューサーに起用、1989年にアルバム『ストーム・フロント』を発表する。このアルバムからシングルカットされた「ハートにファイア」は同年の年間チャートで10位以内に入る大きなヒットを記録し、ビリーにとっては3曲目となるビルボードのシングルチャート1位獲得作品となった。また、『ストーム・フロント』も彼にとって『グラス・ハウス』以来となる首位を獲得している。
それから4年後の1993年には、ダニー・コーチマーがプロデュースを務めた『リヴァー・オブ・ドリームス』を発表し、前作に続く全米1位を記録。シングル・カットされたタイトル・ソングも英米共にトップ3ヒットとなる。また、このアルバム発表に伴い、1995年には8度目の来日公演を行っている。大阪公演は1月17・18日の2日間大阪城ホールで行われる予定だったが、公演当日に阪神・淡路大震災が発生、ビリーも滞在していた大阪市内のホテルで地震に遭遇している。地震当日の17日の公演は19日に順延されたものの、18日の公演はそのまま開催され、予定通り2日間の公演となった。なお、この時の公演の収益金を、同震災の被災者に対して寄付している。

### 2000年代以降

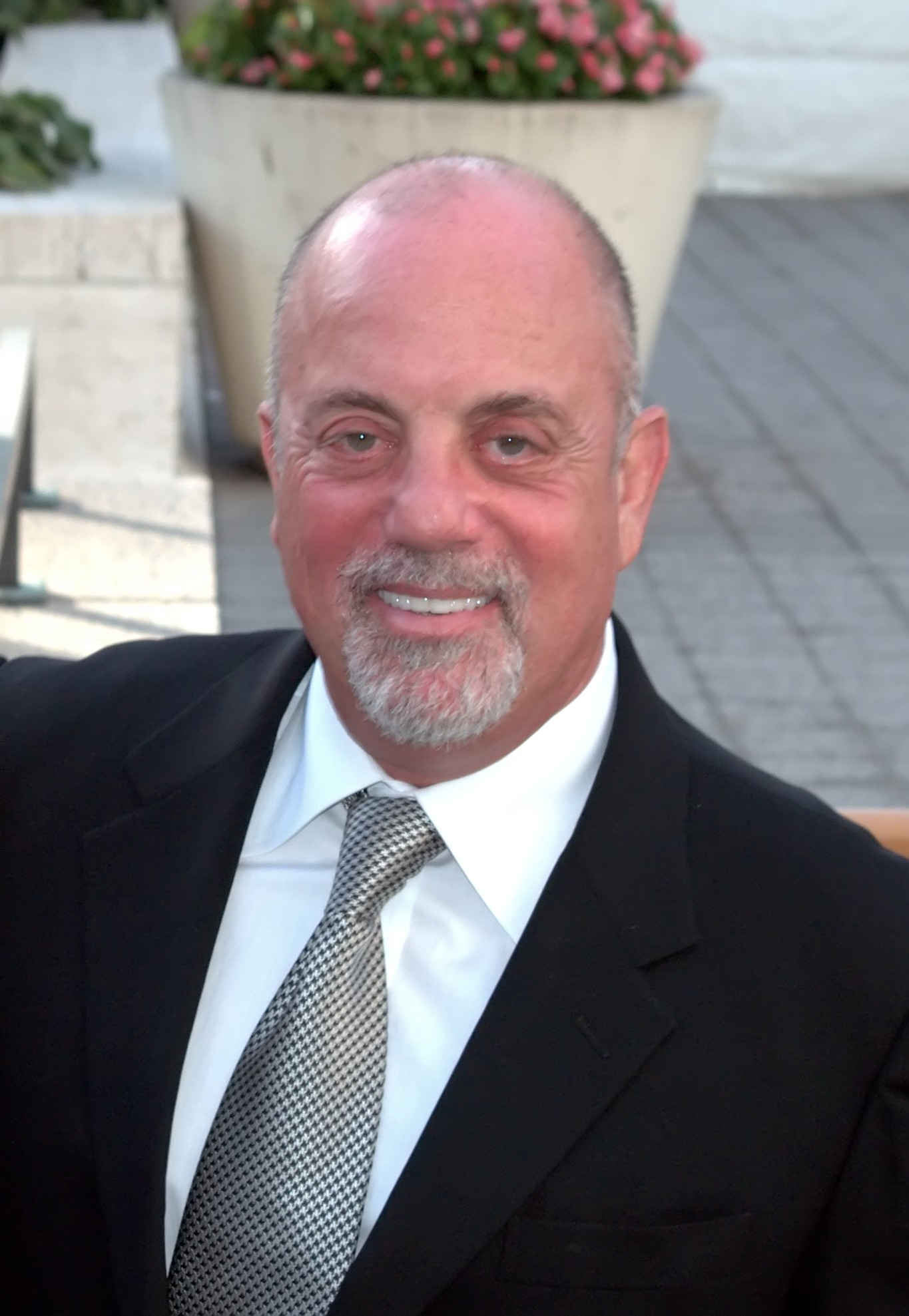
近年の素顔（2009年）

『リヴァー・オヴ・ドリームス』発表後、ビリーは現役ミュージシャンとしての活動からの引退を示唆する。以後、彼の活動はライヴを主体とするものとなった。1997年発表のベスト盤『ビリー・ザ・ベスト3』や1999年の映画『プリティ・ブライド』などに新曲として提供されたカヴァー曲以降、彼自身によるスタジオ録音作品は一切発表されていない。その一方で彼は、ライヴ盤を2作リリースしている。いずれも、ニューヨークのマディソン・スクエア・ガーデンで行われたライヴを記録した2枚組のアルバムで、2000年の『ビリー・ザ・ライヴ』には前年末に行われたカウントダウンライヴの模様が、2006年の『12ガーデンズ・ライヴ』には同年1月から12回に渡って同会場で行われたライヴの抜粋が収録されている。
半引退状態になってからのビリー・ジョエルの代表的な仕事が、1994年に初めて行われたエルトン・ジョンとのジョイント・ツアー「フェイス・トゥ・フェイス」である。長年ビリーがエルトンにオファーし続けていたというこの企画は、その後10年近くに渡って幾度も行われた。なお、2000年以降2人が新曲を録音したという噂もあるが、今のところ発表には至っていない。
ポピュラー音楽からの引退を宣言した一方で、彼はクラシック音楽への路線変更を試み、2001年に初のクラシック作品『ファンタジーズ・アンド・デリューションズ』をリリースした。韓国系イギリス人のピアニスト、リチャード・ジューによる演奏をフィーチャーしたこのピアノ曲集は、ビルボードのクラシック専門チャートで18週にわたって首位を記録した。しかしその後は、アルコール依存症や鬱病が原因で入院したり、3度の交通事故を起こしたりと、私生活で数多くのアクシデントに見舞われている。
2004年10月にはテレビなどで活動する23歳のタレント、ケイティ・リーと再婚、話題を呼んだ(2009年に離婚)。2005年に未発表曲やレア曲を中心としたコンピレーションBOX『マイ・ライヴ』をリリースし、それに合わせ本格的なライヴ活動を再開、マディソン・スクエア・ガーデンでは12公演連続ソールドアウトの新記録を打ち立てた。以降、欧州、南アフリカ、オーストラリアツアーを経て2006年11月より8年振り10度目の日本公演に臨み、全盛期と変わらぬパフォーマンスを繰り広げてファンを熱狂させた。
2007年2月27日、クラシック作品を除けば14年ぶりとなるオリジナル曲「All My Life」をリリース、3月17日付のビルボード・シングルセールスチャートで初登場1位を記録した。また、この年フロリダ州で行われた 「第41回スーパーボウル」で 星条旗 (国歌)を歌った。

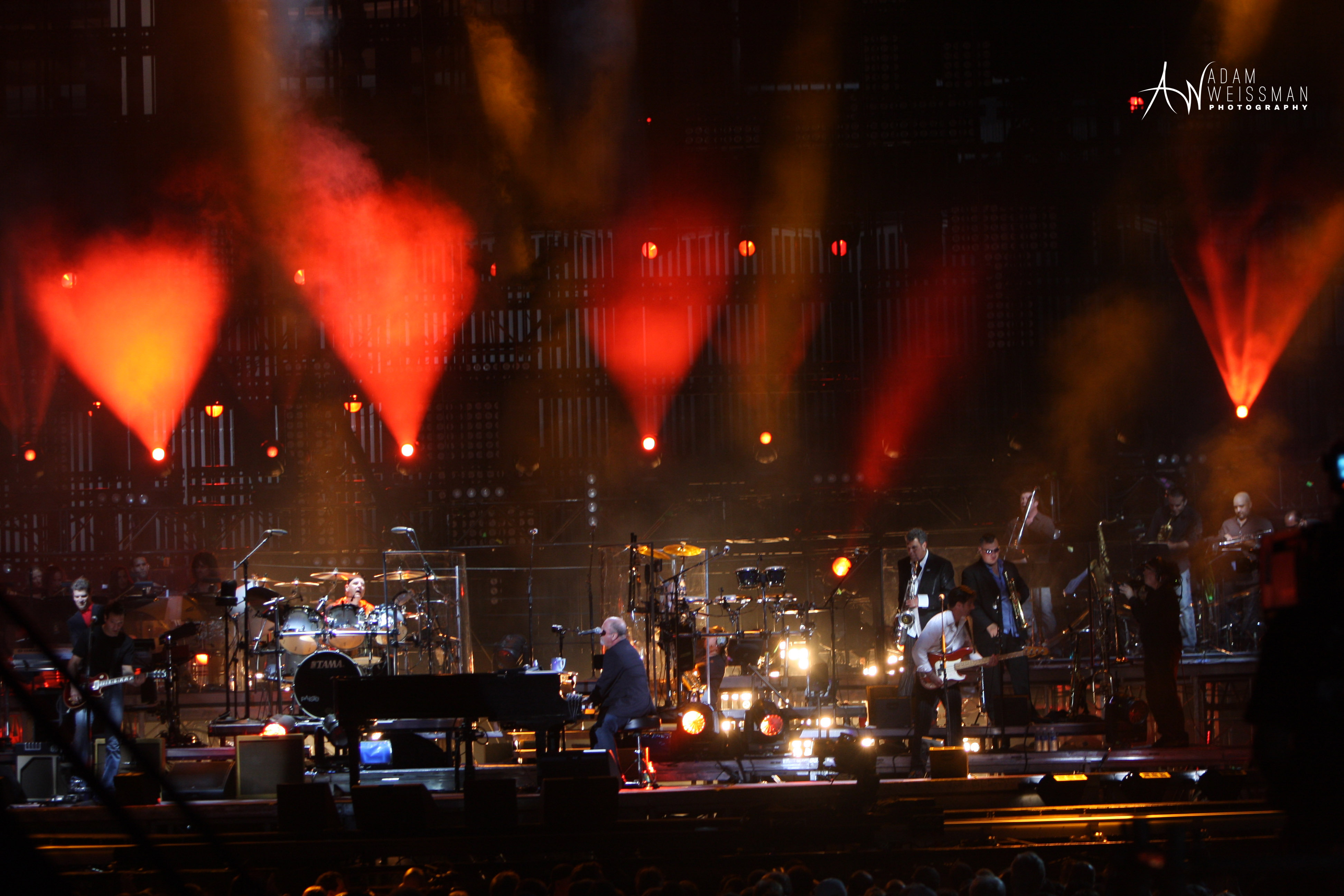
クラシック音楽と融合したライブ - NYシェイ・スタジアム公演（2008年）

2008年7月、取り壊しが決まったニューヨークの野球場シェイ・スタジアムの幕締めコンサートを実施した。シェイ・スタジアムで最初にコンサートをしたビートルズのメンバーであるポール・マッカートニーがゲスト参加した。この模様はDVD/Blu-rayで発売された。

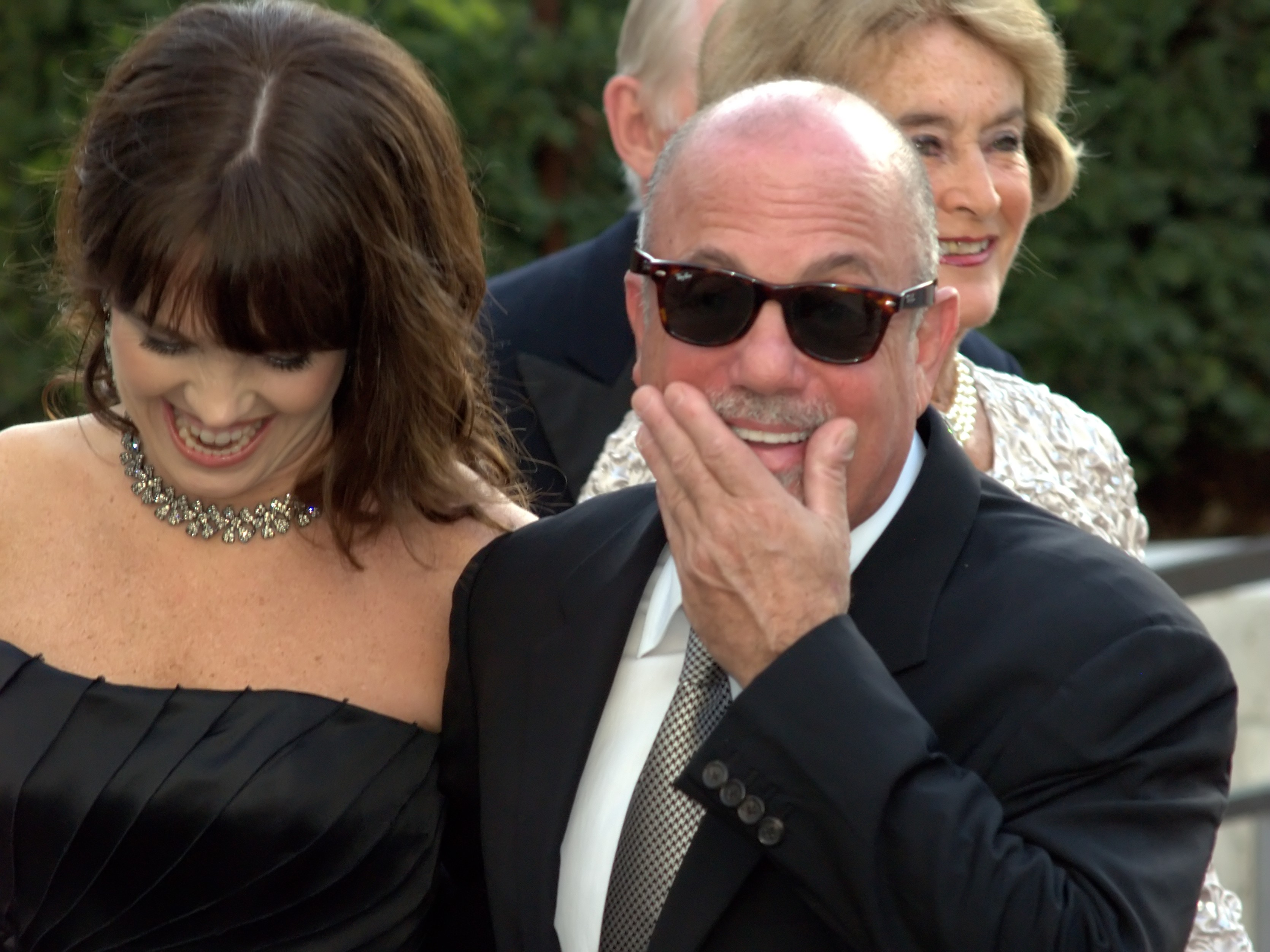
ビリー（2009年）

2011年にはデビュー40周年を迎えた。4月にはそれを記念して2008年に行われた、シェイ・スタジアムのコンサートのDVD 「ライヴ・アット・シェイ・スタジアム」 が発売された。なお、海外ではBlu-ray Disc版も併発されている。初回生産限定でライヴ音源を収録したCD2枚と、本編とドキュメンタリー映像を収録したDVD2枚をセットにしたデラックス・エディションも販売された。ドキュメンタリーDVDは単体販売されている。またこの年には、娘のアレクサ・レイ・ジョエルとクリスマスライブなども行っており、近年は娘たちをステージ上に誘っての、セッションも多い。
2012年12月にマディソン・スクエア・ガーデンで行われた 12・12・12チャリティコンサートに出演。「マイアミ2017」や「ガラスのニューヨーク」など数曲を披露した。
2013年10月から11月にかけてイギリスでの「IN CONCERT 2013」が決定している。ロンドン、マンチェスター、バーミンガムで計4公演を開催。年末、母国の芸術的栄誉「ケネディ・センター名誉賞」を受賞。
2014年1月、ニューヨークのマディソン・スクエア・ガーデンにて、月1回の定期公演『Billy Joel At The Garden』を開始。7月22日、米国議会図書館(LC)は、ポピュラー音楽界に多大な功績を残したミュージシャンに贈られるガーシュウィン賞を授与すると発表した。
2015年、ストーニーブルック大学から音楽の名誉博士号を授与される。
同年7月4日、独立記念日のパーティー時に2009年から交際していたアレクシス・ロデリックと結婚。
2024年2月1日、約17年ぶりとなる新曲「Turn the Lights Back On」をデジタル配信、7インチ・レコード（数量限定、本国の公式ホームページでのみ販売）で発売。2月4日にアメリカ・ロサンゼルスで開催された『第66回グラミー賞授賞式』に出演し同曲を生演奏で初披露。その後2月16日に同曲のミュージック・ビデオを自身の公式YouTubeチャンネルで公開した。また3月8日には、ソニーミュージック・ジャパン公式YouTubeチャンネルで、同ミュージック・ビデオの日本語訳詞字幕版が公開され、4月10日には日本限定で「Turn the Lights Back On」をシングルCDとして発売した。7月25日には、2014年1月から行っていたマディソン・スクエア・ガーデンでの定期公演『Billy Joel At The Garden』の最終公演を開催。ゲストとしてガンズ・アンド・ローゼズのアクセル・ローズが出演し、ビリーと共にウイングス「007 死ぬのは奴らだ (Live And Let Die)」、AC/DC「地獄のハイウェイ (Highway To Hell)」、ビリーの楽曲「ガラスのニューヨーク (You May Be Right)」を披露した。
2025年5月23日、正常圧水頭症の治療に専念するため、予定していたすべてのコンサートを中止すると発表した。

## 日本との関わり
ビリーは1978年4月の初来日公演以来、これまで12度の来日公演を行なっており、2006年には5大ドームツアーを開催した。
1995年1月17日に阪神・淡路大震災が発生、ツアーの為に来日していたビリーは、大阪のホテルに宿泊していた。ビリーは、「死を覚悟した」ほどのショックを受けていたものの、ライブの中止や帰国を勧められた中で「人々を勇気づけよう」という気持ちから18日の大阪公演に臨んだ。
またビリーは、2011年の東日本大震災被災者に対しコメントを残している。
2024年1月には、16年ぶりの来日公演を東京ドームで行なった。

## 代表曲（一部・発表順）
ピアノ・マン（原題、Piano Man）
ビルボードチャート最高位25位。ビリーの異名になるほどの、彼の代名詞的な曲。
ニューヨークの想い（原題、New York State of Mind）
デビュー後、一時LAに拠点を移していたビリーが、LAを去ってNYに戻るその想いを綴った曲。アルバム『ニューヨーク物語』に収録。シングルカットはされていないが、ベストアルバムに収録されたり、ライブでも頻繁に歌われている。フランク・シナトラらがカバー。
素顔のままで（原題、Just the Way You Are）
ビルボードチャート最高位3位。グラミー賞の最優秀楽曲賞（1979年度・第21回）獲得曲。TBS系『2時ピタッ!』 のエンディングテーマとして使用された。バリー・ホワイトら多くのシンガーがカバー。また、ジャマイカのレゲエ・シンガーもカバーしている。
ストレンジャー（原題、The Stranger）
アメリカではシングル発売されていないが、日本では独自にシングル化され大ヒットした。イントロで口笛を効果的に使っている。ワールドツアーで、2006年と2008年に行なわれた来日公演でも演奏された。ミッツ・マングローブらの指摘によれば、作曲者もんたよしのりが「ギャランドゥ」（歌・西城秀樹）で流用している。
ムーヴィン・アウト（原題、Movin' Out）
ビルボードチャート最高位17位。
オネスティ（原題、Honesty）
ビルボードチャート最高位24位。
マイ・ライフ（原題、My Life）
ビルボードチャート最高位3位。
ガラスのニューヨーク（原題、You May Be Right）
ビルボードチャート最高位7位。
ロックンロールが最高さ（原題、It's Still Rock and Roll to Me）
ビルボードチャート最高位1位（2週：ミリオンセラー、ビリーにとって初の全米No.1）；年間チャート9位。
プレッシャー（原題、Pressure）
ビルボードチャート最高位20位。
あの娘にアタック（原題、Tell Her About It）
ビルボードチャート最高位1位。モータウン・ビートを使用している。2012年4月から9月まで、フジテレビ系列の情報番組「とくダネ!」のテーマソングとして使用された。
アップタウン・ガール（原題、Uptown Girl）
ビルボードチャート最高位3位。フォー・シーズンズ風なコーラスが特徴的な曲。
ザ・ロンゲスト・タイム（原題、The Longest Time）
ドゥーワップ調の曲。1996年にTBSのドラマ『真昼の月』の挿入歌として採用された。ビルボードチャート最高位14位。
ハートにファイア（原題、We Didn't Start the Fire）
アメリカ史を概観した他、世界の出来事も歌っている歌詞のため、教育番組に使用されたり、教科書に掲載されることもある曲。ビルボードチャート最高位1位（2週）。
リヴァー・オブ・ドリームス（原題、The River of Dreams）
ビルボードチャート最高位3位。
オール・マイ・ライフ（原題、All My Life）
2007年2月に発表された、リヴァー・オブ・ドリームス以来約13年ぶりの新曲。

## ディスコグラフィ

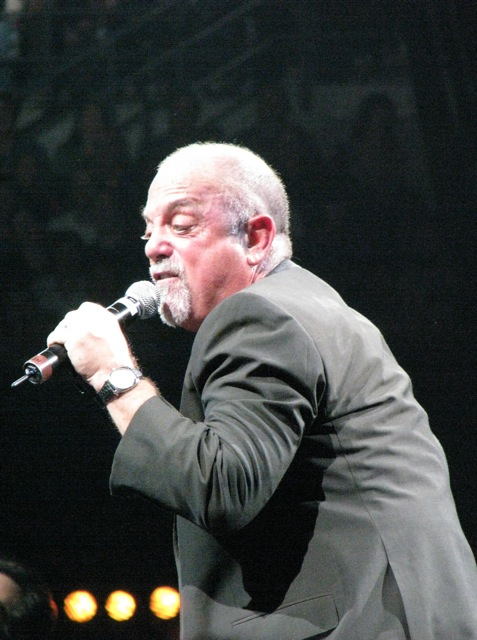
ビリー（2008年）

### スタジオ・アルバム
- 『コールド・スプリング・ハーバー〜ピアノの詩人』 - Cold Spring Harbor（1971年）
- 『ピアノ・マン』 - Piano Man（1973年）
- 『ストリートライフ・セレナーデ』 - Streetlife Serenade（1974年）
- 『ニューヨーク物語』 - Turnstiles（1976年）
- 『ストレンジャー』 - The Stranger（1977年）
- 『ニューヨーク52番街』 - 52nd Street（1978年）
- 『グラス・ハウス』 - Glass Houses（1980年）
- 『ナイロン・カーテン』 - The Nylon Curtain（1982年）
- 『イノセント・マン』 - An Innocent Man（1983年）
- 『ザ・ブリッジ』 - The Bridge（1986年）
- 『ストーム・フロント』 - Storm Front（1989年）
- 『リヴァー・オブ・ドリームス』 - River of Dreams（1993年）
- 『ファンタジー＆デリュージョン』 - Fantasies & Delusions（2001年）

### ビデオ作品
- 『NY LIVE』 - Live on Long Island（1983年）
- 『ビデオ・アルバム Vol.1』 - The Video Album – Volume I（1986年）
- 『ビデオ・アルバム Vol.2』 - The Video Album – Volume II（1986年）
- 『フロム・レニングラード U.S.S.R.』 - From Leningrad U.S.S.R.（1987年）
- 『ヤンキー・スタジアムLIVE』 - Live at Yankee Stadium（1990年）
- 『シェイズ・オブ・グレイ』 - Shades of Grey（1993年）
- 『ジャーニー・トゥ・ザ・リヴァー・オヴ・ドリームズ』 - A Voyage on the River of Dreams（1995年）
- 『グレイテスト・ヒッツ Volume III』 - Greatest Hits Volume III: The Video（1997年）
- 『ビリー・ザ・ヒッツ』 - The Ultimate Collection（2001年）
- 『ライヴ・アット・シェイ・スタジアム』 - Live at Shea Stadium: The Concert（2011年）

## 日本公演
- 1978年 "The Stranger Tour"

4月23日 中野サンプラザ、4月24日 大阪厚生年金会館
- 東京公演は、スコーピオンズが中野サンプラザで夜の公演を行う事が決まっていた状況下で、急遽同日、同会場で異例の昼の公演を開催した。

- 1979年 "52nd Street Tour"

5月21日・22日 日本武道館
- 1981年 "The Glass Houses Tour"

4月15日・16日・17日 日本武道館、4月20日・21日 大阪府立体育会館、4月22日 愛知県体育館、4月24日 京都府立体育館
- 1984年 "From a Piano Man to an Innocent Man Tour"

5月21日・22日 日本武道館、5月24日 大阪城ホール、5月26日 福岡国際センター、5月28日 名古屋市国際展示場、5月30日・31日 日本武道館
- 1987年 "The Bridge Tour"

6月8日・10日 国立代々木競技場第一体育館、6月12日・13日 大阪城ホール、6月16日・18日・19日 国立代々木競技場第一体育館
- 1988年 "KIRIN DRY GIG'88"

7月24日 東京ドーム
- 1991年 "Storm Front Tour"

1月2日・3日 東京ドーム、1月6日・7日 大阪城ホール、1月10日 横浜アリーナ、1月12日 名古屋レインボーホール、1月13日 大阪城ホール
- 1995年 "The River Of Dreams Tour"

1月9日・11日・12日 日本武道館、1月15日 福岡ドーム、1月18日・19日 大阪城ホール、1月21日 横浜アリーナ、1月23日・24日 日本武道館
- 1998年 "In Concert Face To Face" with エルトン・ジョン

3月26日 福岡ドーム、3月28日 大阪ドーム、3月30日・31日 東京ドーム、4月5日 ナゴヤドーム
- 2006年 "In Concert"

11月28日・30日 東京ドーム、12月3日 札幌ドーム、12月6日 京セラドーム大阪、12月9日 福岡Yahoo!JAPANドーム、12月12日 ナゴヤドーム
- 2008年 "In Concert"

11月18日 東京ドーム
- 初訪日30周年を記念して行なった一夜限りのコンサート。因みに初日本公演初日の中野公演チケット半券を持っている人はビリー本人に直接会えるサプライズ企画も行なっている。

- 2024年 "ONE NIGHT ONLY IN JAPAN BILLY JOEL IN CONCERT"[34]

1月24日 東京ドーム